# Sargent (Nebraska)
Sargent je grad u američkoj saveznoj državi Nebraska. Prema popisu stanovništva iz 2010. u njemu je živjelo 525 stanovnika.